# James MacNabb
James MacNabb   (Keighley, 26 de desembre de 1901 - Londres, 6 d'abril de 1990) fou un remer anglès que va competir durant la dècada de 1920.
Nascut a Keighley, West Yorkshire, va estudia a l'Eton College i al Trinity College de la Universitat de Cambridge. Amb Cambridge, juntament amb Robert Morrison, Charles Eley i Terence Sanders, que ja havien remat plegats a Eton, van formar la tripulació del quatre sense timoner que guanyà la Stewards' Challenge Cup i la Visitors' Challenge Cup de 1922. El 1923 guanyà novament la Stewards' Challenge Cup. El 1924 va formar part de la tripulació de Cambridge que participà en la Regata Oxford-Cambridge i de la que guanyà la Silver Goblets a Henley juntament amb Charles Eley. El 1924 va prendre part en els Jocs Olímpics de París, on va guanyar la medalla d'or en la competició de quatre sense timoner del programa de rem. Entre 1931 i 1933 entrenà l'equip de Cambridge.
Durant la Segona Guerra Mundial va servir a la Royal Artillery a l'Àfrica Occidental i Birmània. Entre 1949 i 1951 va entrenar l'equip d'Oxford, sent una de les poques persones que ha dirigit a ambdues universitats.